# Tak mě tu máš
Tak mě tu máš je studiové album českého písničkáře Jaromíra Nohavici, vydané v červnu roku 2012.
Nahrávání alba probíhalo v prostějovském Grandhotelu v pokoji číslo 309 koncem února 2012. V jedné ze skladeb zahrál na housle Jaromír Nohavica starší – obdobně již na albu Divné století (1996) v písni Těšínská.

## Seznam skladeb
Autorem všech skladeb je Jaromír Nohavica.
| Pořadí | Název                  | Délka |
| ------ | ---------------------- | ----- |
| 1.     | Řeka zapomnění         | 3:19  |
| 2.     | www.idnes              | 4:43  |
| 3.     | Zlo sedí v rohu pokoje | 3:11  |
| 4.     | U nás na severu        | 3:18  |
| 5.     | Kupte si hřebeny       | 2:41  |
| 6.     | Jiné to nebude         | 3:33  |
| 7.     | Andělé moji            | 1:42  |
| 8.     | Dežo                   | 2:15  |
| 9.     | Telegram               | 1:57  |
| 10.    | Já chci poezii         | 2:23  |
| 11.    | Zbloudillý koráb       | 3:13  |
| 12.    | Minulost               | 3:29  |
| 13.    | Moskevská virtuálka    | 1:38  |
| 14.    | Z minula do budoucna   | 3:25  |

K písni č. 2 www.idnes vznikl v redakci iDNES.cz dodatečně videoklip.

Na několika polských albech (např. Świat według Nohavicy) se objevila skladba Minulost (č. 12) v polském překladu (Przeszlosc). Na závěr on–line koncertu Vlaštovko leť zazpíval Nohavica tuto píseň česky, ukrajinsky a rusky (2022). O rok později, v Lucerně, navíc i polsky.

Na albu se z předcházející sady Virtuálek objevily tři skladby, které nepodlehly rychlé časové zkáze výtvorů tohoto specifického typu fejetonu. Z Dvojky to jsou skladby č. 9 a 12 (Telegram, Moskevská Virtuálka); z Trojky skladba č. 8 (Dežo).

## Obsazení
Hudebníci
- Jaromír Nohavica – zpěv (všechny skladby), kytara (1-10, 12-14)
- Robert Kuśmierski – akordeon (2–4, 6, 8, 10, 12–14)
- Dalibor Cidlinský Jr. – klavír (9, 11)
- Jaromír Nohavica st. – housle (8)

Produkce
- Dalibor Cidlinský Jr. – producent, zvuk, mix
- Jakub Lis – producent

Obal
- Aleš Najbrt – grafický design
- Václav Jirásek – foto
- RETIS GROUP s.r.o. – výroba obalu